# Lasiopogon pilosellus
Lasiopogon pilosellus är en tvåvingeart som beskrevs av Friedrich Hermann Loew 1847. Lasiopogon pilosellus ingår i släktet Lasiopogon och familjen rovflugor. Inga underarter finns listade i Catalogue of Life.